# Oosterend (Terschelling)
Oosterend (Aasters: Aastrein, Fries: Aasterein) is een dorp op het Friese Waddeneiland Terschelling (Nederland). Op 1 januari 2023 had het dorp 185 inwoners.

## Ligging
Oosterend is het meest oostelijke dorp op Terschelling en ligt het dichtst bij natuurgebied de Boschplaat. Ten westen ligt het dorp Hoorn.

## Taal
In het dorpsgebied wordt een Fries dialect gesproken, het Aasters.

## Historie

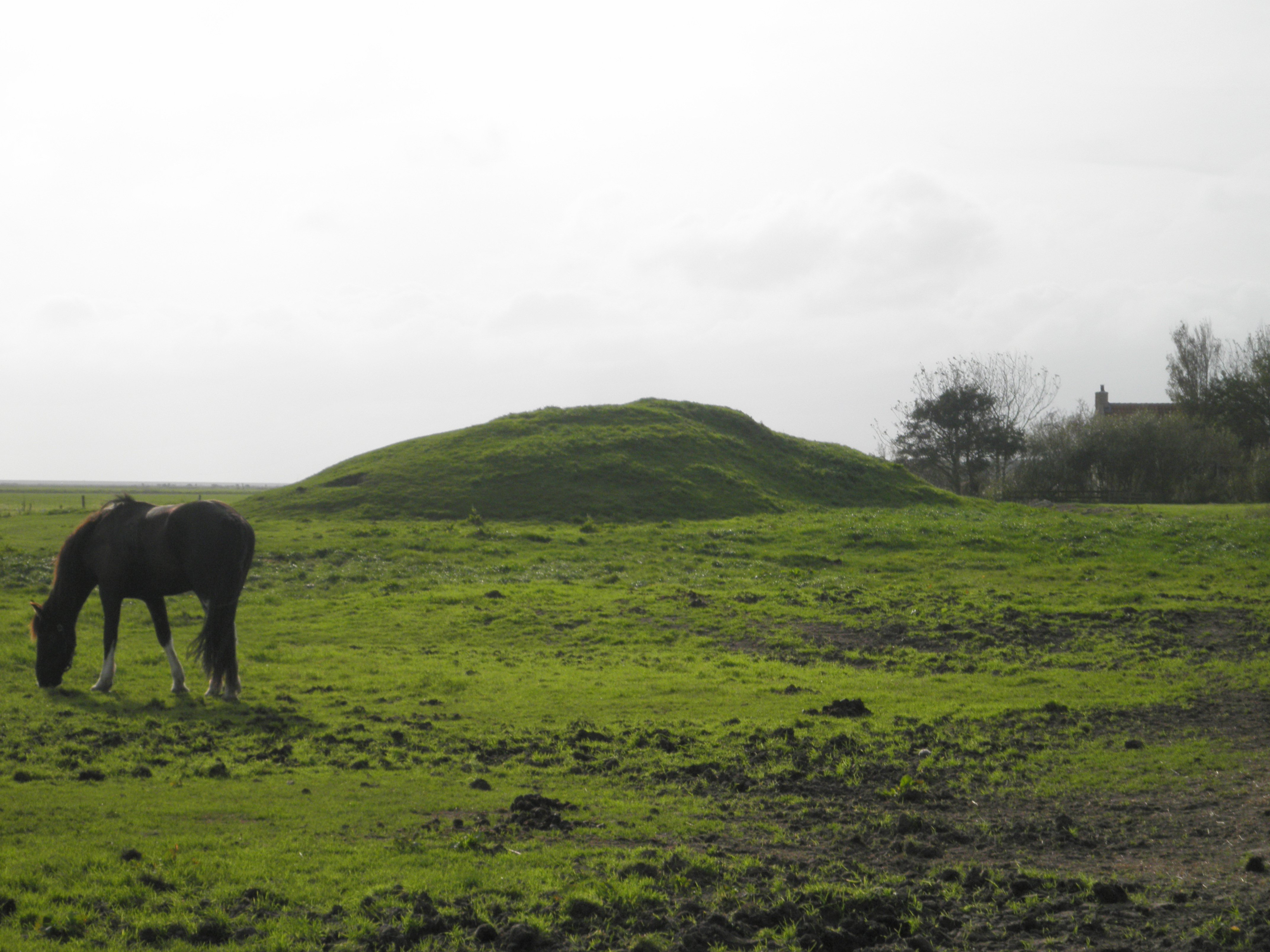
Stinswier ten zuiden van het dorp

Oosterend was de woonplaats van de adellijke familie Popma, die tussen 1330 en 1523 de functie van heerschap of grietman over Terschelling vervulde. Folkert Popma benoemde zichzelf in 1389 in die functie. Zijn opvolger, Ziwaert Popma werd echter als grietman benoemd door Albrecht van Beieren. Van de woonplaats van de familie Popma rest momenteel nog een stinswier, een kleine heuvel in het grasland ten zuiden van het dorp.
Oosterend heeft geen kerk, maar had in de middeleeuwen een kleine kapel, gesticht in 1330 door Sjoerd Popma.

### Rijksmonumenten
- Lijst van rijksmonumenten in Oosterend (Terschelling)

## Grië
Ten oosten van Oosterend ligt het buitendijkse cultuurland, de Grië. Delen van de graslandpercelen zijn omringd door elzensingels. Andere graslanden worden echter incidenteel door zeewater overspoeld en hebben een zoutminnende vegetatie. Op de Grië liggen vier eendenkooien, de Takkenkooi, de Jan Willemskooi, de Horrekooi en de Rimkeskooi. De Takkenkooi is aangelegd in de zeventiende eeuw, de overige drie in de negentiende eeuw. De vier kooien zijn apart bedijkt, om schade door zeewater te voorkomen. Oorspronkelijk waren de kooien alleen aan de noordzijde met bos beplant. Het zuiden van de kooi bleef onbeplant om eenden vanaf het wad de lokken. In de kooien werd vroeger vooral smient, pijlstaart en wintertaling gevangen. Tegenwoordig is alleen de Rimkeskooi nog in bedrijf.
Op de Grië staat ook de Wierschuur, een schuur waarin vroeger het op de Waddenzee gemaaide groot zeegras werd gedroogd. Dit zeegras werd gebruikt als vulling van kussens en matrassen.

## Bijnaam
Op Terschelling wordt Oosterend wel, mede door de afgelegen ligging, Egypte genoemd.

## Bedrijvigheid
In Oosterend is een kleine melkfabriek en een melkerij van Friese melkschapen. Er zijn twee restaurants, enige campings en terreinen met recreatiewoningen en twee kampeerboerderijen. Er zijn 6 veehouders in Oosterend.
Aan het einde van de Oosterender badweg op het Noordzeestrand is een strandpaviljoen aanwezig.
Ook is in Oosterend aan het strand een café gevestigd dat Heartbreak Hotel heet en zoals de naam al doet vermoeden volledig is gedecoreerd naar Elvis Presley en zijn muziek.
Dorpen en buurtschappen: Baaiduinen · Dellewal · Formerum · Halfweg · Hee · Hoorn · Horp · Kaard · Kinnum · Landerum · Lies · Midsland · Midsland aan Zee · Midsland-Noord · Oosterend · Striep · West aan Zee · West-Terschelling

Friesland: Steden en dorpen      Nederland: Provincies · Gemeenten